# Erich Ludwig
Erich Ludwig (Francoforte sul Meno, 1º maggio 1879 – Francoforte sul Meno, 14 maggio 1934) è stato un rugbista a 15 tedesco.
Partecipò ai Giochi della II Olimpiade di Parigi del 1900 conquistando una medaglia d'argento nel rugby a 15 con il SC 1880 Frankfurt, squadra rappresentante la Germania.
Anche suo fratello Richard fece parte del SC 1880 Frankfurt.

## Palmarès
- Argento olimpico: 1

1900